# Johann Ulrich Dobrzenski von Dobrzeniec
Johann Ulrich Freiherr Dobrzenski von Dobrzeniec (tschechisch Jan Oldřich Svobodný pán Dobřenský z Dobřenic * 22. November 1623 in Kuttenberg, Chrudimer Kreis, Königreich Böhmen; † 7. Juni 1670) war ein kurbrandenburgischer Diplomat.

## Leben

### Herkunft und Familie
Johann Ulrich war Angehöriger des böhmischen Adelsgeschlechts Dobrženský von Dobrženitz. Seine Eltern waren Nicolaus Stanislaus Dobřenský z Dobřenic, Amtshauptmann zu Kuttenberg und Catharina Margarete, geborene Klusak von Kostelitz aus dem Hause Rodomesch.
Er vermählte sich vor 1649 mit Sophie Elisabeth von Rosen († nach 1663). Aus der Ehe gingen mehrere Kinder hervor, darunter der nachstehende Sohn, der den brandenburgischen Stamm bereits wieder beschloss.
- (Johann) Friedrich Bogislaw († 12. April 1729), kurbrandenburgischer Geheimer Kriegsrat, Kämmerer/Kammerherr und Oberhofmeister der Kurfürstin Sophia Charlotte (1668–1705), Erbherr auf Ruhleben, Chwalkowitz, Nimmersatt, Streckenbach und Ober-Kunzendorf, erhielt am 18. Juni 1696 in Wien den alten böhmischen Herrenstand[2][3]

### Werdegang
Johann Ulrich kam als Glaubensflüchtling Anfang der fünfziger Jahre nach Brandenburg und fand als Kammerjunker, zunächst bei der Kurfürstin Elisabeth Charlotte (1597–1660) in Crossen, dann beim Kurfürsten Friedrich Wilhelm von Brandenburg (1620–1688) eine Anstellung.
Er wechselte, vielleicht auf Empfehlung von Friedrich Graf von Waldeck (1620–1692), der ihm am brandenburgischen Hof ein steter Förderer war, in den diplomatischen Dienst und erhielt 1654 seine Bestallung als Hof- und Legationsrat. Bereits im Oktober des Jahres wurde er mit einer Gesandtschaft an den schwedischen Hof, um den König Karl Gustav (1622–1660) zu seinem Regierungsantritt zu beglückwünschen und zugleich die politische Lage dort und die Absichten des neuen Königs zu sondieren. So wirkte er in Stockholm auf Beendigung des bremischen Krieges hin, regte ein engeres Bündnis mit Brandenburg an, trat den schwedischen Ambitionen an den preußischen Häfen energisch entgegen und bot die brandenburgische Vermittlung im Polnisch-Schwedischen Krieg an. 1656 kam der durch ihn verhandelte Bündnisvertrag zwischen Schweden und Brandenburg in Marienburg zur Unterschrift, der dem Kurfürsten für seine Unterstützung vier polnische Palatinate und die volle Souveränität für das Herzogtum Preußen zugestand. Johann Ulrich avancierte 1656 zum Wirklichen Geheimen Rat. Auch in der Folgezeit war er noch mehrfach in nordischen Angelegenheiten am Wiener, Warschauer, Rom und Stockholmer Hof als Gesandter tätig. Als sein Mentor 1658 Friedrich Graf von Waldeck in Folge des Vertrags von Wehlau in schwedische Dienste wechselte, fiel auch Johann Ulrich zeitweise in Ungnade. Erst nach dem Frieden von Oliva wurde er bei den Verhandlungen über die Neuordnung des Herzogtums Preußen verwendet und erhielt die Amtshauptmannschaft Preußisch Holland. Einer vorgesehenen Gesandtschaft nach Spanien entsagte er und ersuchte um seinen Abschied. Er war Erbherr auf Uderwangen.